# Ovis orientalis aries
La oveja (Ovis orientalis aries) es un mamífero cuadrúpedo ungulado doméstico, utilizado como ganado. Como todos los rumiantes, las ovejas son artiodáctilos, o animales con pezuñas. A pesar de que el término oveja se aplica a muchas especies del género Ovis, por lo general hace referencia a la subespecie doméstica de Ovis orientalis.
Posiblemente son descendentes del muflón salvaje de Europa y Asia y fueron uno de los primeros animales en ser domesticados para fines agrícolas, criados principalmente por su lana, carne y leche. La lana de oveja es la fibra animal más utilizada y por lo general se recoge mediante esquila. Su carne recibe el nombre de carne de cordero cuando es de un animal joven y de ovino mayor cuando proviene de animales de más de un año. También se crían como organismo modelo para la investigación científica.
La cría de ovejas se practica en casi todo el mundo y ha sido fundamental para muchas civilizaciones. En 2014 la FAO reflejaba la existencia de más de mil doscientos millones de cabezas en todo el mundo, con China como mayor productor, con más de doscientos millones (un 16,7 % del total), seguida por Australia con setenta y dos y la India con sesenta y tres millones de cabezas.
Como animal clave en la historia de la ganadería, las ovejas están profundamente arraigadas en la cultura humana y aparecen representadas tanto en el lenguaje moderno como en la simbología. Como ganado, se asocian generalmente con imágenes pastoriles y arcadianas. Aparecen en muchos mitos —como el del vellocino de oro— y en las grandes religiones, especialmente en las abrahámicas. Tanto en los ritos religiosos antiguos como en los modernos, se han utilizado como animales de sacrificio.

## Taxonomía y etimología
Linneo clasificó a las ovejas domésticas en 1758 en la especie Ovis aries.
Aunque posteriormente se demostró que las ovejas domésticas actuales y su antepasado silvestre, el muflón oriental (Ovis orientalis), pertenecían a una misma especie y debía asignárseles un único nombre científico. La Comisión Internacional de Nomenclatura Zoológica determinó en 2003 en la opinión 2027 que las ovejas, al igual que otras diecisiete especies domésticas, debían nombrarse como su variedad salvaje, Ovis orientalis, para evitar la paradoja de que los linajes anteriores, los silvestres, fueran nombrados como subespecies de sus descendientes. Por lo tanto, el nombre específico que prevalece para las ovejas y muflones es Ovis orientalis, quedando el término aries como nombre trinomial que designa a la subespecie doméstica (aun cuando generalmente en casos como este se aplicaría el "principio de prioridad" que establece que debe permanecer como nombre específico el primero en haber sido registrado, siendo aries el más antiguo).
Las tres palabras que componen su nombre científico provienen del latín: ovis, oveja; orientalis, procedente de Oriente; y aries -ĕtis, literalmente 'carnero'.
Su nombre común, oveja, proviene del latín ovicŭla, diminutivo de ovis, al igual que el adjetivo referido a este ganado: ovino. El sustantivo femenino oveja se utiliza para referirse tanto a la hembra como en genérico para ambos sexos de la especie, y carnero (del latín [agnus] carnarius '[cordero] de carne') para el macho, aunque en ocasiones para referirse también a la especie.
El léxico en español relativo a la especie y a su ganadería es muy extenso, con numerosas variantes dependiendo del país, la región o incluso a nivel local. El Diccionario de la lengua española recoge muchos términos, tanto comunes a la ganadería en general como específicos de esta especie, como badana (piel curtida de oveja o carnero), borrego (cordero de uno o dos años), borro (cordero que pasa de un año y no llega a dos), ciclán (borrego o primal cuyos testículos están en el vientre y no salen al exterior), cordero (para referirse a las crías), morionda (hembra en celo), mardano (carnero padre), ovejo (en algunos países sudamericanos, oveja macho), marueco/morueco (carnero padre o utilizado para la reproducción), pécora (res de ganado lanar), primala (oveja que tiene más de un año y no llega a dos), ternasco (en Aragón, cordero que aún no ha pastado), vedija (mechón de lana o pelo enredado), vellón (lana de oveja esquilada) o zalea (cuero curtido que conserva la lana), por ejemplo.

## Historia
El origen de la domesticación de la oveja se encuentra en Oriente Próximo, en el denominado Creciente Fértil. Las pruebas arqueozoológicas señalan que la domesticación tuvo lugar en torno al VII milenio a. C. La biología molecular ha permitido distinguir tres eventos de domesticación diferentes, basándose en tres haplogrupos diferentes de ADN mitocondrial, aunque algunos estudios distinguen hasta 5. La mayoría de los estudios atribuyen el origen silvestre de la especie al muflón asiático (Ovis orientalis orientalis), descartando así otros congéneres como el argali (Ovis ammon) o el urial (Ovis orientalis vignei) que se barajaban como posibles ancestros. El muflón europeo (Ovis orientalis musimon) sería el resultado de ovejas asilvestradas en la antigüedad, bien por haberse escapado de los rebaños o bien por haber sido abandonadas ante la aparición de razas con lanas de mejor calidad, también desde Oriente Próximo y extendidas por el comercio.

## Descripción
Las ovejas son unos rumiantes de tamaño relativamente pequeño, generalmente con un pelo rizado que recibe el nombre de lana y a menudo con cuernos laterales en forma de espiral. Las ovejas domésticas se diferencian de sus antepasados y sus parientes salvajes en varios aspectos, habiéndose convertido en una especie neoténica como resultado de la crianza selectiva realizada por los seres humanos. Algunas razas primitivas todavía conservan algunas de las características de sus parientes salvajes, como las colas cortas. Según la raza, las ovejas pueden no tener cuernos, tenerlos ambos sexos, o solo los machos. La mayoría de las razas con cuernos tienen solo un par, pero algunas pueden tener varios.

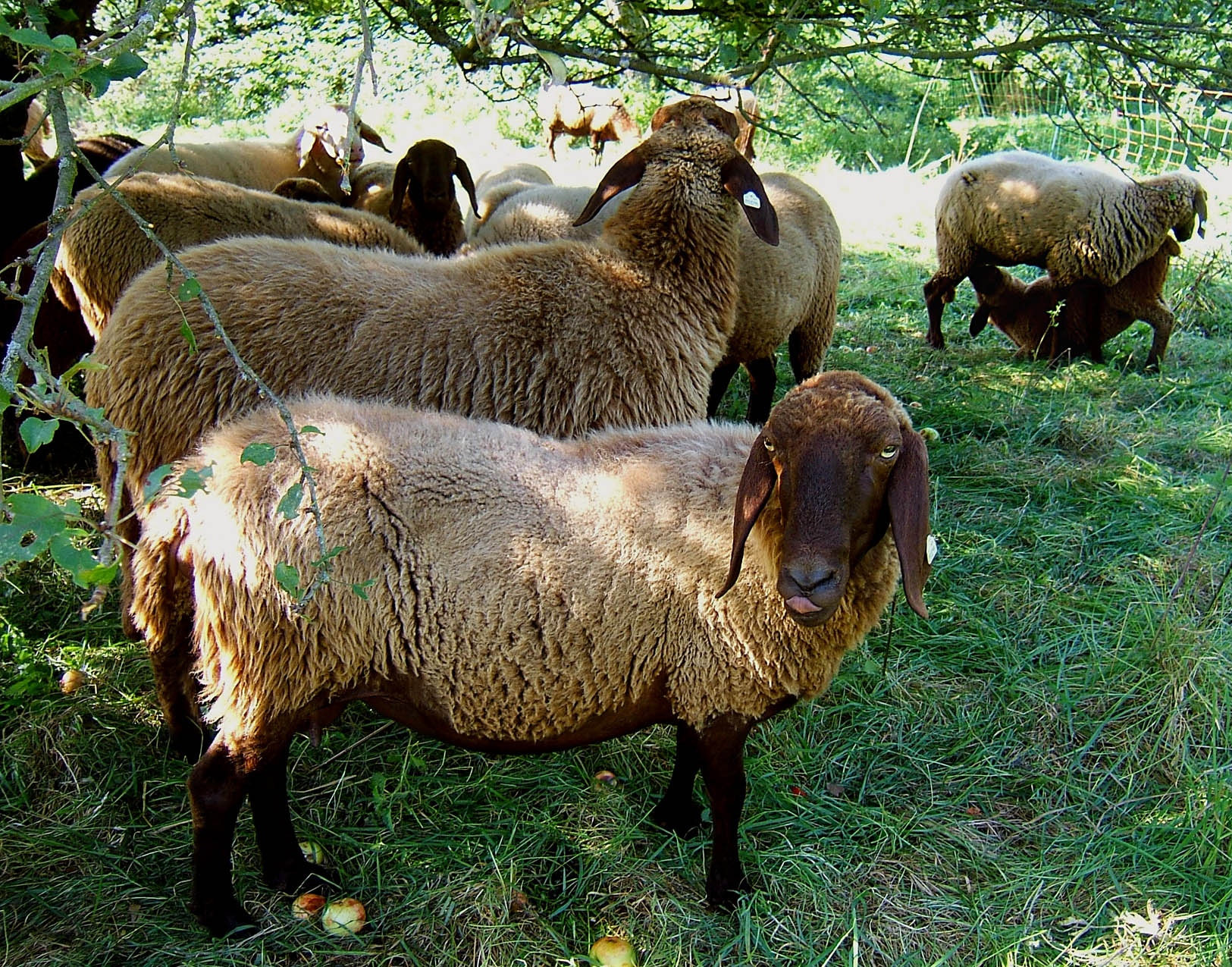
Ovejas de raza braunes bergschaf, de cara y vellón de color marrón o negro.

Otra característica distintiva de las ovejas domésticas respecto a los ovinos salvajes es su gran variedad de coloración. Las ovejas salvajes por lo general solo se encuentran en tonos marrones y con variaciones extremadamente limitadas. En cambio la gama de coloración en las domésticas va desde un blanco puro hasta un marrón chocolate oscuro e incluso a manchas. La selección por parte de los humanos en favor de la lana blanca, que puede teñirse fácilmente, se realizó en los inicios de su domesticación y como la lana blanca es un rasgo dominante se extendió rápidamente. A pesar de ello, muchas razas modernas son de colores distintos al blanco, e incluso pueden aparecer como un rasgo recesivo en rebaños blancos. Si bien la lana blanca es conveniente para los grandes mercados comerciales, hay un nicho de mercado para la de color, sobre todo para hilado artesanal. La naturaleza de la lana varía dependiendo de las razas, desde densa y muy ondulada, a larga y fina, con variaciones de tipo y calidad incluso entre miembros de la misma manada.
Su altura y peso varían dependiendo de la raza. El ritmo de crecimiento y su peso adulto es un rasgo hereditario y a menudo se seleccionan en la cría. Las hembras suelen pesar entre 45 y 100 kg y los machos entre 45 y 160 kg. Su dentición temporaria o de leche está formada por 20 dientes y la de adulto por 32. La adulta está formada por 12 molares, 12 premolares y 8 dientes frontales, pero hay cierto desacuerdo en cuanto a si son 8 incisivos o 6 incisivos y 2 caninos con forma de incisivos, con lo que su fórmula dentaria sería {\displaystyle {\tfrac {0.0.3.3}{4.0.3.3}}} o {\displaystyle {\tfrac {0.0.3.3}{3.1.3.3}}}. Al igual que otros rumiantes, sus dientes frontales se encuentran en el maxilar inferior y muerden contra una formación cartilaginosa sin dientes en el maxilar superior denominada rodete dentario, que utilizan para arrancar vegetales mientras los dientes traseros los muelen antes de tragar. Hay una gran separación entre los dientes frontales y los premolares. Durante el proceso de cambio de dentición de leche a permanente es posible determinar la edad de una oveja a partir de sus dientes frontales, pues aproximadamente cada año le nacen un par de incisivos, hasta los cuatro o cuatro años y medio, cuando ya completan su dentición. A medida que envejecen sus dientes frontales comienzan a desgastarse, lo que dificulta su alimentación y repercute en su salud y productividad. Por esta razón, el declive de las ovejas domésticas que pastan en prados suele comenzar a partir de los cuatro años, con una esperanza de vida media de entre diez y doce años, aunque algunas pueden llegar a vivir hasta veinte.

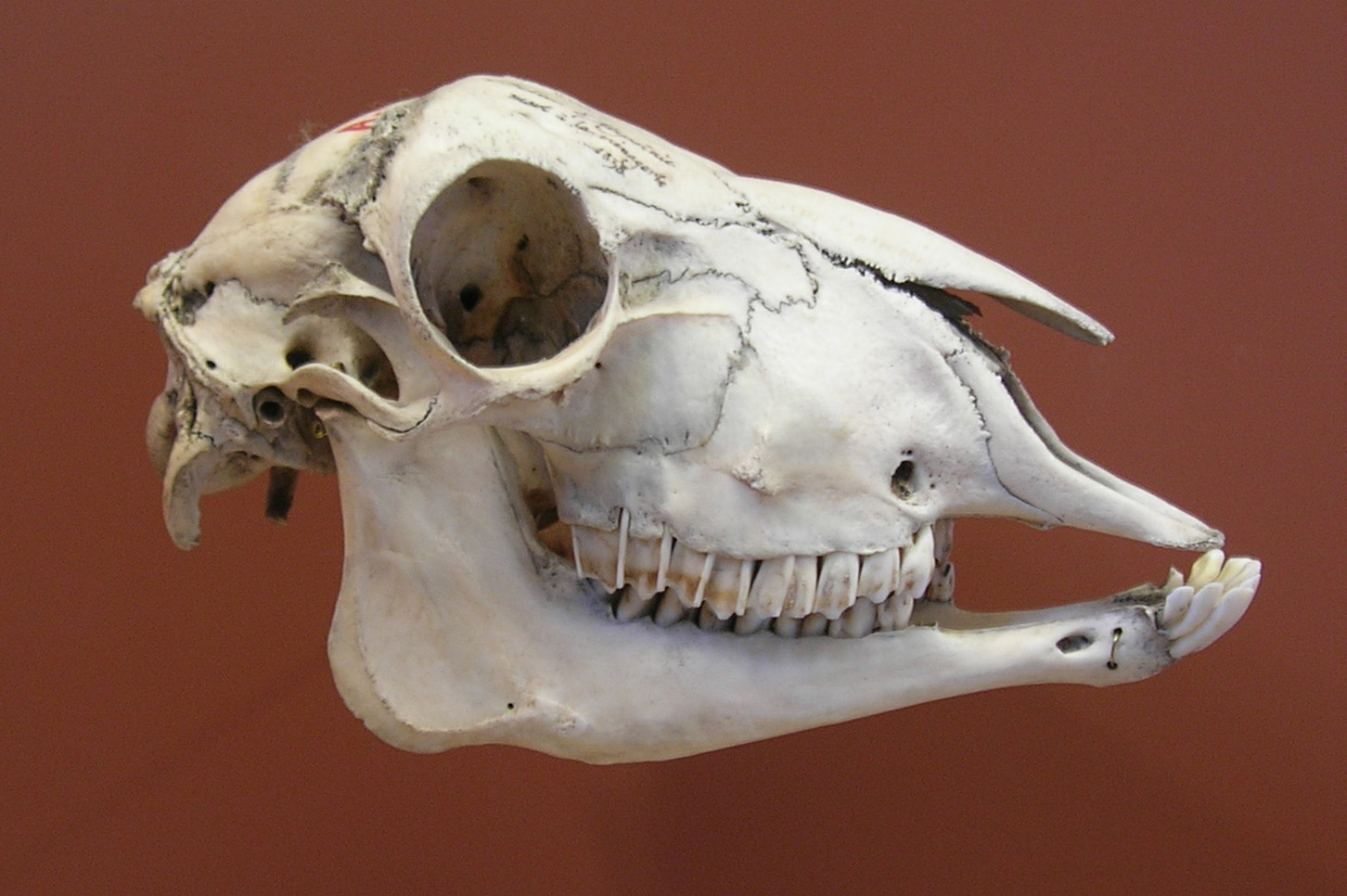
Cráneo.

Tienen pupilas horizontales en forma de ranura y una visión periférica excelente; con un campo visual de entre 270° y 320°, pueden ver detrás de ellas sin girar la cabeza, salvo en algunas razas con vellón largo en la cara, en las que, salvo si se la esquilan, se reduce en gran medida su visión periférica. Sin embargo tienen una pobre percepción de profundidad; las sombras y los cambios de nivel del terreno pueden hacerlas retroceder y en general tienden a evitar las zonas oscuras y quedarse en zonas bien iluminadas. Sus ojos tienen muy baja hipermetropía y un ligero astigmatismo. Estas características visuales les permiten generar una imagen retiniana bien enfocada de objetos, tanto a media como a larga distancia. Debido a que sus ojos no tienen capacidad de acomodación, podría interpretarse como que la imagen que perciben de objetos muy cercanos sería borrosa, pero una visión clara de objetos próximos podría ser proporcionada por el tapetum lucidum y la gran imagen retinal de sus ojos, permitiendo una visión cercana adecuada. Las ovejas tienen visión del color y pueden distinguir el negro, rojo, marrón, verde, amarillo y blanco.
Las ovejas tienen buen oído y son sensibles al ruido durante su manipulación. Tienen un excelente sentido del olfato y, como todas las especies de su género, disponen de glándulas odoríferas justo ante los ojos y entre las patas. La función de estas glándulas es incierta, aunque las de la cara podrían desempeñar un papel en su comportamiento durante el cortejo. Es posible que las glándulas interdigitales tengan la función de impregnar de olor la hierba para reforzar el instinto de pastoreo, pero se han propuesto otras funciones, como la secreción de residuos o un marcador de olor para ayudar a las ovejas perdidas a reencontrar su rebaño.
Como miembros de la subfamilia Caprinae, las ovejas y las cabras están estrechamente relacionadas y tienen una apariencia similar. Sin embargo, son especies separadas, por lo que rara vez se producen híbridos y en cualquier caso siempre serían estériles; apenas existen casos científicamente documentados de un híbrido de una oveja hembra y un macho cabrío. Entre las diferencias de apariencia en ambas especies están las barbas y el labio superior dividido exclusivos de las cabras, que la cola de las ovejas (incluso cuando es de pequeño tamaño o se la han cortado) cae hacia abajo mientras que la de las cabras se mantiene erguida, que las ovejas generalmente carecen de cuernos (en ambos sexos o solo las hembras) mientras que las cabras que nacen sin cuernos son escasas, o que los machos cabríos adquieren un fuerte olor distintivo durante el estro, mientras que los carneros no.

### Razas

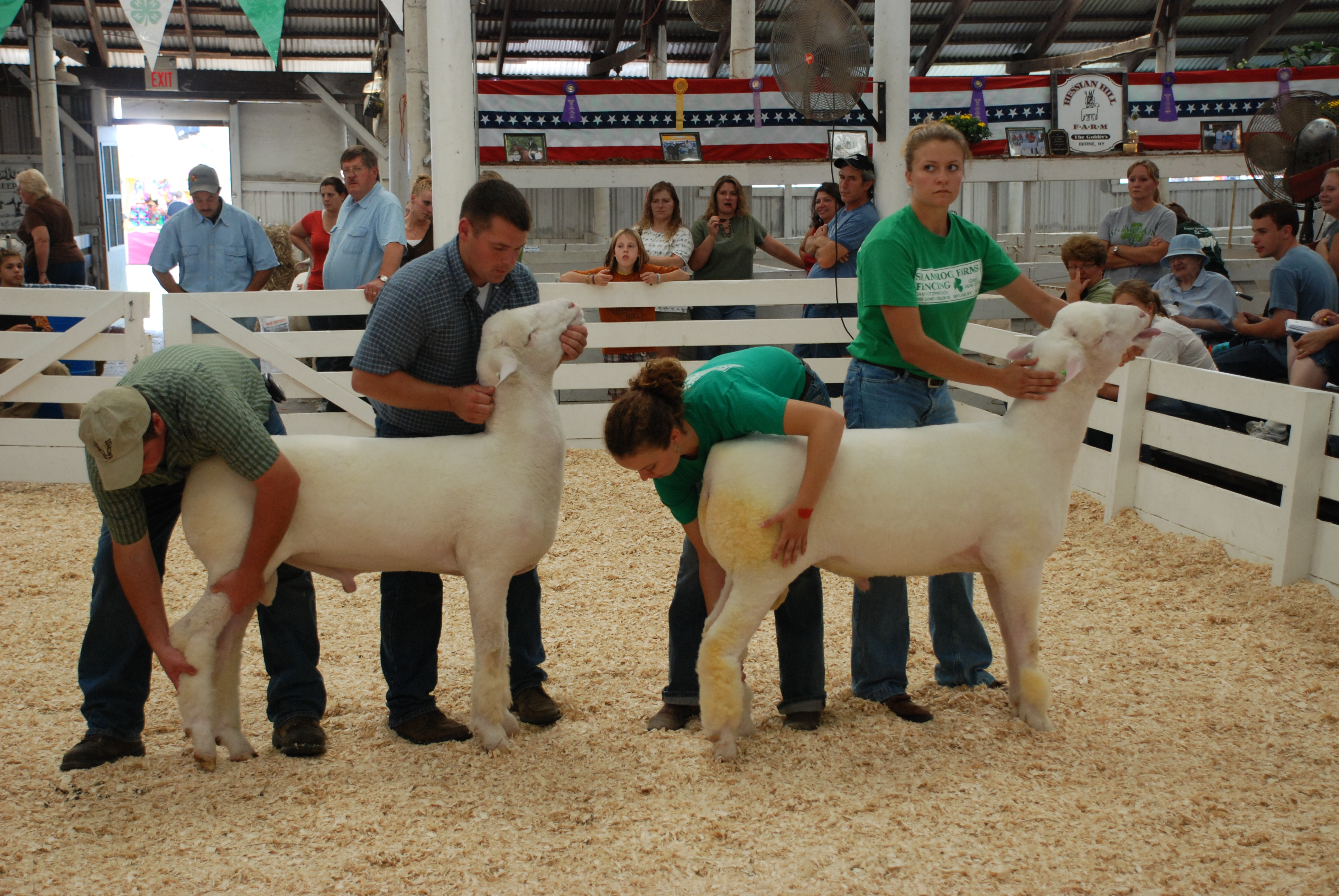
Examen de unas ovejas para comprobar su grado de cumplimiento del estándar de raza durante una feria ganadera.

La oveja doméstica es un animal polivalente y las razas existentes en la actualidad han sido creadas para servir para diversos propósitos. Algunas fuentes indican la existencia de unas 200 razas distintas, aunque otras hablan de unas mil, y otras que el número es difícilmente verificable. La Organización de las Naciones Unidas para la Alimentación y la Agricultura (FAO) reflejaba la existencia de 863 razas en 1993, 1314 en 1995, y 1155 razas en 2015. A efectos de este tipo de recuentos, la definición de la FAO de una raza es «o bien un grupo de subespecies de animales domésticos con características externas definibles e identificables que le permiten su distinción por apreciación visual de otros grupos definidos de manera similar dentro de la misma especie o de un grupo para el que la separación geográfica o cultural de grupos fenotípicamente similares ha llevado a la aceptación de su identidad diferenciada».
Casi todas las razas se pueden clasificar en función de su adecuación para producir un determinado producto: lana, carne, leche, piel, o una combinación de estos en el caso de las razas multipropósito. También se utilizan otras características para su clasificación, como el color de la cara (por lo general blanco o negro), la longitud de la cola, la presencia o ausencia de cuernos, la topografía para la cual se ha desarrollado la raza (habitual en el Reino Unido, donde se clasifican como de montaña o de tierras bajas), o por el grosor de su cola, como en el caso de una raza de doble propósito común en África y Asia que se caracteriza por los grandes depósitos de grasa de su cola.

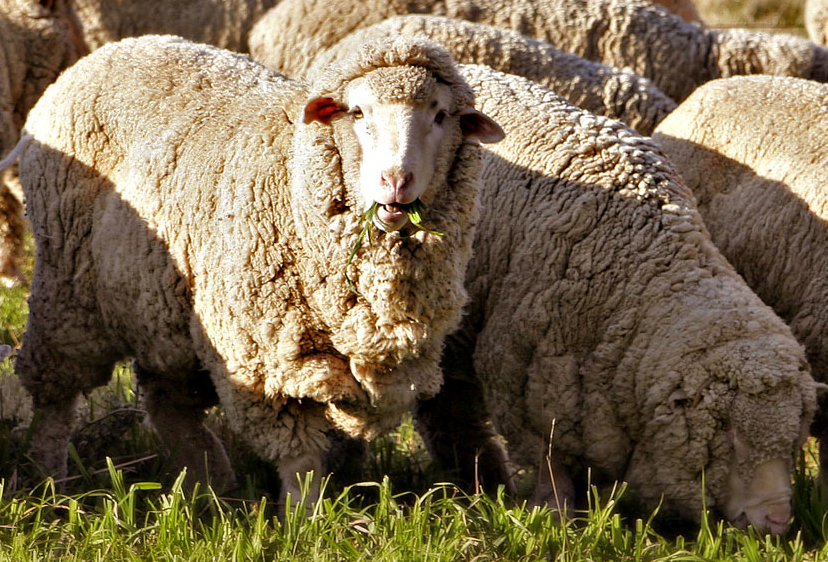
La merina es una raza criada fundamentalmente para la producción de lana.

Una de las clasificaciones más habituales es por su tipo de lana. Las razas de lana fina son las que tienen un vellón muy rizado y denso y son las preferidas por la industria textil. La mayoría de las variedades de este tipo derivan de la merina, una raza que sigue dominando esta industria a nivel mundial. Las razas de lana media tienen un vellón intermedio y generalmente son razas de crecimiento rápido para producción de carne. Algunas de las principales razas de lana media, como la corriedale, son razas de doble propósito producto de cruces de las de lana larga y fina creadas para formar rebaños comerciales de alta producción. Las razas de lana larga son las de mayor tamaño, con una lana larga y un ritmo de crecimiento lento. Son las más valoradas para cruzarlas con otras razas para mejorar sus cualidades.
Las ovejas de lana basta o de lana de alfombra, tienen un vellón de tamaño medio-largo y tosco. Las razas utilizadas tradicionalmente para producir lana para alfombras son muy variadas pero el principal requisito es que no se dañe con un uso intenso (al igual que la de las razas más finas). Ante la disminución de la demanda de esta variedad de lana, algunos ganaderos de estas razas de ovejas están tratando de utilizar algunas de estas razas tradicionales para otros fines. Otras razas de este tipo han sido criadas siempre con destino a la producción de carne.
Las razas menos extendidas son las dedicadas a la producción láctea. Las de doble propósito, cuya función principal es la producción de carne y lana suelen tener una utilidad secundaria como productoras de leche, pero hay algunas que se utilizan principalmente para el ordeño. Estas ovejas producen una cantidad mayor de leche y tienen una curva de lactancia ligeramente más larga. La calidad de su leche y el porcentaje de grasa y proteínas varía dependiendo de la raza, pero no el contenido de lactosa.

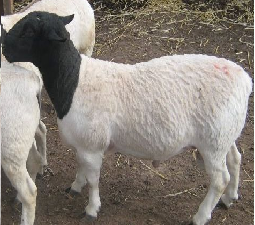
La dorper es una raza sin lana criada para la producción de carne.

Un último grupo son las pelonas, que carecen por completo de lana. Las ovejas sin lana son similares a las primeras ovejas domesticadas anteriores al desarrollo de las razas lanudas y se crían por su carne y piel. Algunas razas ovinas sin lana, como la dorper, son el resultado de cruces entre razas de lana y pelonas. El mantenimiento de estas razas resulta más económico para los productores de carne y de piel, ya que no necesitan ser esquiladas, y también son más resistentes a los parásitos y al clima cálido.
Con el auge de la moderna agroindustria corporativa y el declive de las granjas familiares, muchas razas de ovejas están en peligro de extinción. La organización benéfica británica Rare Breeds Survival Trust contabiliza seis razas autóctonas con únicamente entre 500 y 900 animales registrados cada una y veintiuna con menos de 3000, y la estadounidense Livestock Conservancy contabiliza 15 en estado crítico o amenazadas. Las preferencias por razas con características uniformes y de crecimiento rápido han empujado el desarrollo genético hacia los márgenes de la industria ovina. Las que quedan se mantienen gracias a los esfuerzos de las organizaciones conservacionistas, registros de razas y granjeros individuales dedicados a su preservación.

## Alimentación

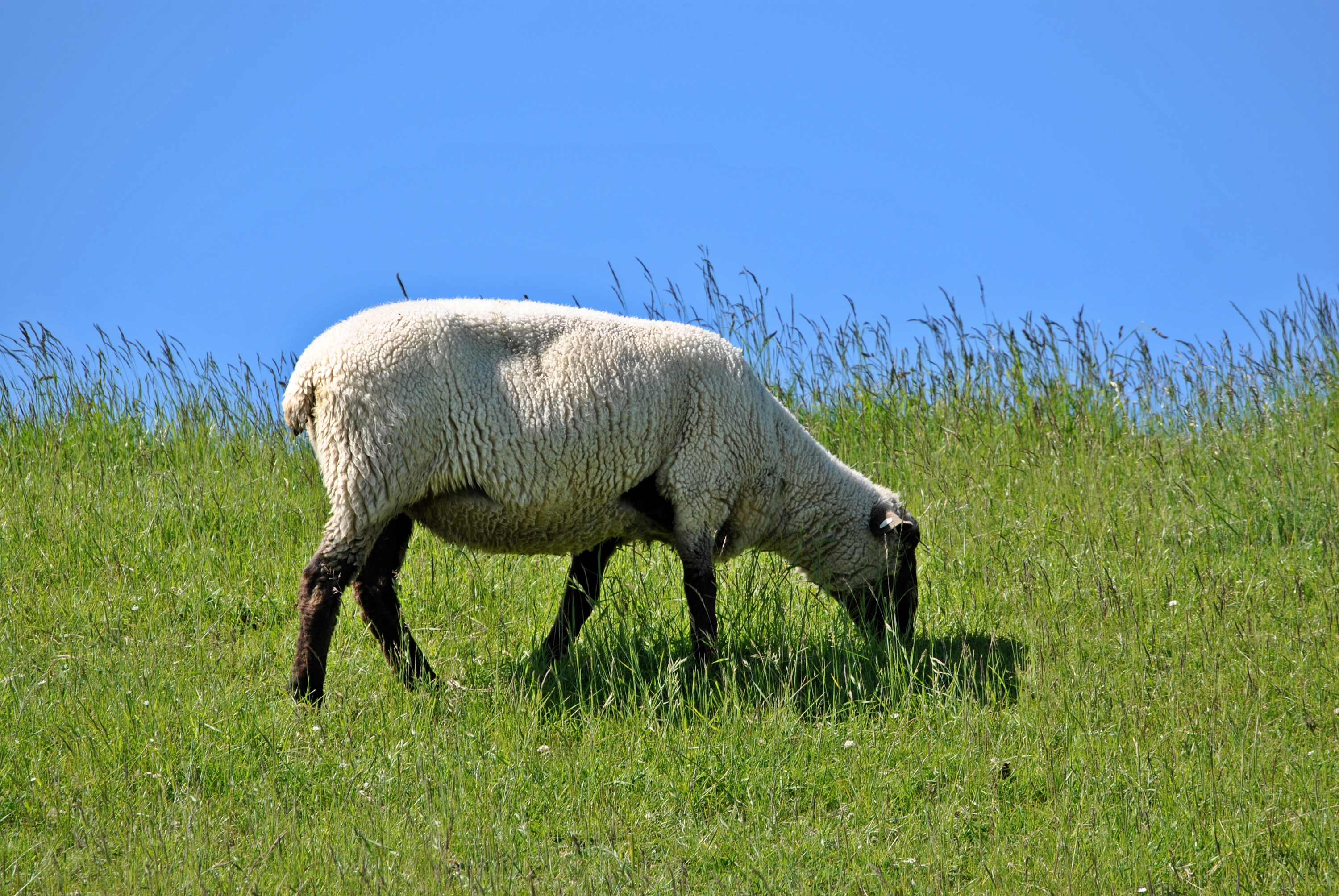
Las ovejas son mamíferos exclusivamente herbívoros.

Las ovejas son mamíferos exclusivamente herbívoros. La mayoría de las razas prefieren comer hierbas y otras plantas de fibra corta, evitando las partes leñosas más altas de las plantas. Utilizan sus labios y lenguas para seleccionar las partes de la planta que son más fáciles de digerir o más nutritivas y, a diferencia de las cabras, se adaptan bien en zonas de pasto monocultivo. Como todos los rumiantes, las ovejas tienen un complejo aparato digestivo compuesto por cuatro compartimentos, lo que les permite descomponer la celulosa de los tallos, hojas y la cáscara de las semillas en carbohidratos simples. Cuando pastan, la vegetación es masticada hasta convertirse en una masa denominada bolo, que luego pasa al rumen o panza a través del retículo. El rumen es un órgano con una capacidad de 19 a 38 litros en el que se fermenta alimentación gracias a los microorganismos especializados presentes en este órgano, como bacterias anaeróbicas, protozoarios y hongos anaeróbicos, así como algunas arqueas, que producen metano a partir de dióxido de carbono. El bolo se regurgita periódicamente a la boca para una masticación y salivación adicional. La masticación del alimento regurgitado es una adaptación que permite a los rumiantes pastar más rápidamente por la mañana para luego masticar completamente y digerir el alimento a lo largo del día. Este sistema es más seguro que el pastoreo, que requiere bajar la cabeza dejando así al animal vulnerable a los depredadores.

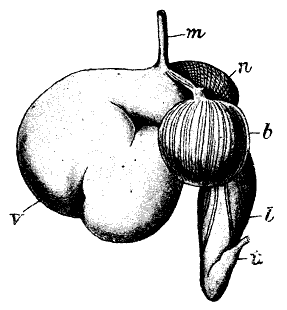
Partes del estómago de los rumiantes:
m. esófago, v. rumen o panza,
n. retículo o redecilla, b. omaso, libro o librillo, l. abomaso, cuajar o estómago verdadero, t. inicio de los intestinos.

Durante la fermentación, el rumen produce gas que debe ser expulsado; alteraciones digestivas, como cambios bruscos en su dieta, pueden causar enfermedades potencialmente mortales como la torsión gástrica, cuando el gas queda atrapado en el rumen debido al cierre reflejo del esfínter esofágico caudal al entrar en contacto con espuma o líquidos. Tras la fermentación el alimento pasa al retículo y el omaso o libro; algunos alimentos especiales, como los cereales, no son procesados del todo por el rumen. Tras pasar los tres primeros compartimentos estomacales, el alimento pasa al abomaso o cuajar para la digestión final antes de que sean procesados por los intestinos. El abomaso es la única de las cuatro cámaras de los rumiantes que es similar al estómago humano, y a veces se le conoce como estómago verdadero.
Las ovejas siguen un patrón de actividad diurno, alimentándose desde el amanecer hasta que se pone el sol, parando esporádicamente para descansar y masticar el bolo regurgitado. El gusto es el sentido más importante para el establecimiento de sus preferencias a la hora de seleccionar alimento; suelen preferir plantas agridulces y generalmente rechazan las amargas. También son importantes para su elección el tacto y la vista a la hora de elegir las características específicas de la planta, como la suculencia y su forma de crecimiento. Su pasto ideal no es una hierba similar al césped sino una gran variedad de gramíneas, legumbres y malezas. Los tipos de terreno donde se crían ovejas son muy variables y van desde pastos sembrados y mejorados expresamente hasta terrenos silvestres ásperos. Algunas plantas comunes que son tóxicas para las ovejas están presentes en la mayor parte del mundo, como por ejemplo las cerezas, algunos robles y bellotas, el tomate, el tejo, el ruibarbo, la patata o el rododendro.
Son herbívoros orientados fundamentalmente al pastoreo, a diferencia de los animales ramoneadores, como cabras y ciervos, que prefieren un follaje más alto. Dotadas de una cara mucho más estrecha, las ovejas arrancan las plantas muy cerca del suelo y pueden llegar al sobrepastoreo con mucha más rapidez que el ganado vacuno. Por ello, muchos pastores hacen un uso ordenado de pastoreo rotacional, en el que un rebaño se traslada a través de múltiples zonas de pastos, dándoles a las plantas tiempo para recuperarse. Paradójicamente, las ovejas pueden tanto causar como solucionar la propagación de especies de plantas invasoras. Al alterar el estado natural de los pastos, las ovejas y otro tipo de ganado pueden allanar el camino para las plantas invasoras, sin embargo, a las ovejas también les gusta comer especies invasoras como Bromus tectorum, Euphorbia esula, algunas especies de Pueraria o Centaurea podospermifolia en lugar de especies nativas como la artemisa, haciendo de las ovejas un método eficaz de pastoreo de conservación. Investigaciones llevadas a cabo en California demostraron que las ovejas pastando en plantaciones de alfalfa en invierno eran tan eficaces como los herbicidas para el control de malezas y servían como control de insectos tan eficazmente como los insecticidas.
Además del forraje, el otro alimento básico de las ovejas es el heno, especialmente durante los meses de invierno. La capacidad de prosperar únicamente con pasto (incluso sin heno) varía dependiendo de la raza, pero todas pueden sobrevivir con esta dieta. Un requerimiento fundamental en su alimentación es una fuente constante de agua potable. La cantidad de agua que necesitan varía con la estación del año y el tipo y calidad de los alimentos que consumen. Cuando se alimentan de grandes cantidades de plantas jóvenes y hay precipitaciones (incluido el rocío) las ovejas necesitan menos agua. Cuando están confinadas o comen grandes cantidades de heno preparado, suelen necesitar más agua. Requieren agua limpia y pueden rehusar beber agua que tenga suciedad o esté cubierta de algas.

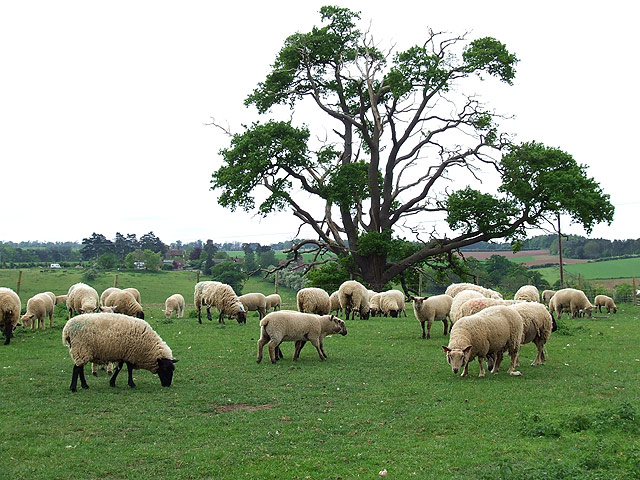
A diferencia de vacas, cerdos y aves de corral, las ovejas son unos de los pocos animales de granja de producción cárnica de la actualidad que rara vez se crían con métodos de alimentación intensiva en confinamiento de alta concentración.

Son unos de los pocos animales de granja de producción cárnica de la actualidad que rara vez se crían con métodos de alimentación intensiva en confinamiento de alta concentración. A pesar de que hay un movimiento creciente que promueve estilos agrícolas alternativos, un gran porcentaje de vacas, cerdos y aves de corral todavía se crían en estas condiciones de agricultura intensiva. En cambio, pocas ovejas son alimentadas regularmente a base de concentrados y menos aún mantenidas en confinamiento. Especialmente en los países industrializados, cuando no hay suficiente pasto disponible o no es lo suficientemente rico, los productores de ovinos pueden engordar corderos para el mercado antes del sacrificio en feedlots. Muchos ganaderos incrementan el suministro de alimentos nutritivos pocas semanas antes del apareamiento para mejorar la fertilidad, o en el período anterior al parto para aumentar el peso de los corderos al nacer, ya que el 70 % de su crecimiento ocurre en las últimas cinco o seis semanas de gestación. Sin embargo, la sobrealimentación de borregos en el inicio del embarazo puede conllevar un menor desarrollo placentario, restringiendo el crecimiento de los fetos al final del embarazo. Aparte de estos casos, solo las hembras en período de lactancia o animales viejos o enfermos reciben grano con regularidad. Si se les suministran concentrados deben ser formulados especialmente, pues la mayoría de los utilizados con vacas, cerdos, aves e incluso algunos para cabras contienen unos niveles de cobre que son letales para las ovejas. El mismo riesgo se aplica a los suplementos minerales y bloques de sal.

## Comportamiento

### Gregarismo
Son animales con un instinto marcadamente gregario y gran parte de su comportamiento se puede entender sobre la base de esta tendencia. La jerarquía de dominancia entre los miembros del rebaño y su inclinación natural de seguir a un líder para nuevos pastos fueron factores clave para que la oveja fuera una de las primeras especies de ganado en ser domesticada. A diferencia del ciervo y la gacela, otros dos ungulados de gran importancia para la producción de carne en tiempos prehistóricos, las ovejas no defienden territorios, aunque forman grupos de campeo. Todas las ovejas tienen tendencia a congregarse cerca unas de otras, aunque este comportamiento varía en función de la raza, y pueden estresarse cuando se separan de su rebaño. Estando en grupo muestran una fuerte tendencia a seguir a un líder, aunque a menudo no es más que el primer individuo que decide moverse. Las relaciones dentro de los rebaños tienden a ser más estrechas entre ovejas que tienen lazos de parentesco; en rebaños de razas mixtas se suelen formar grupos de la misma raza y una hembra y sus descendientes directos generalmente se mueven como un todo en grandes rebaños.

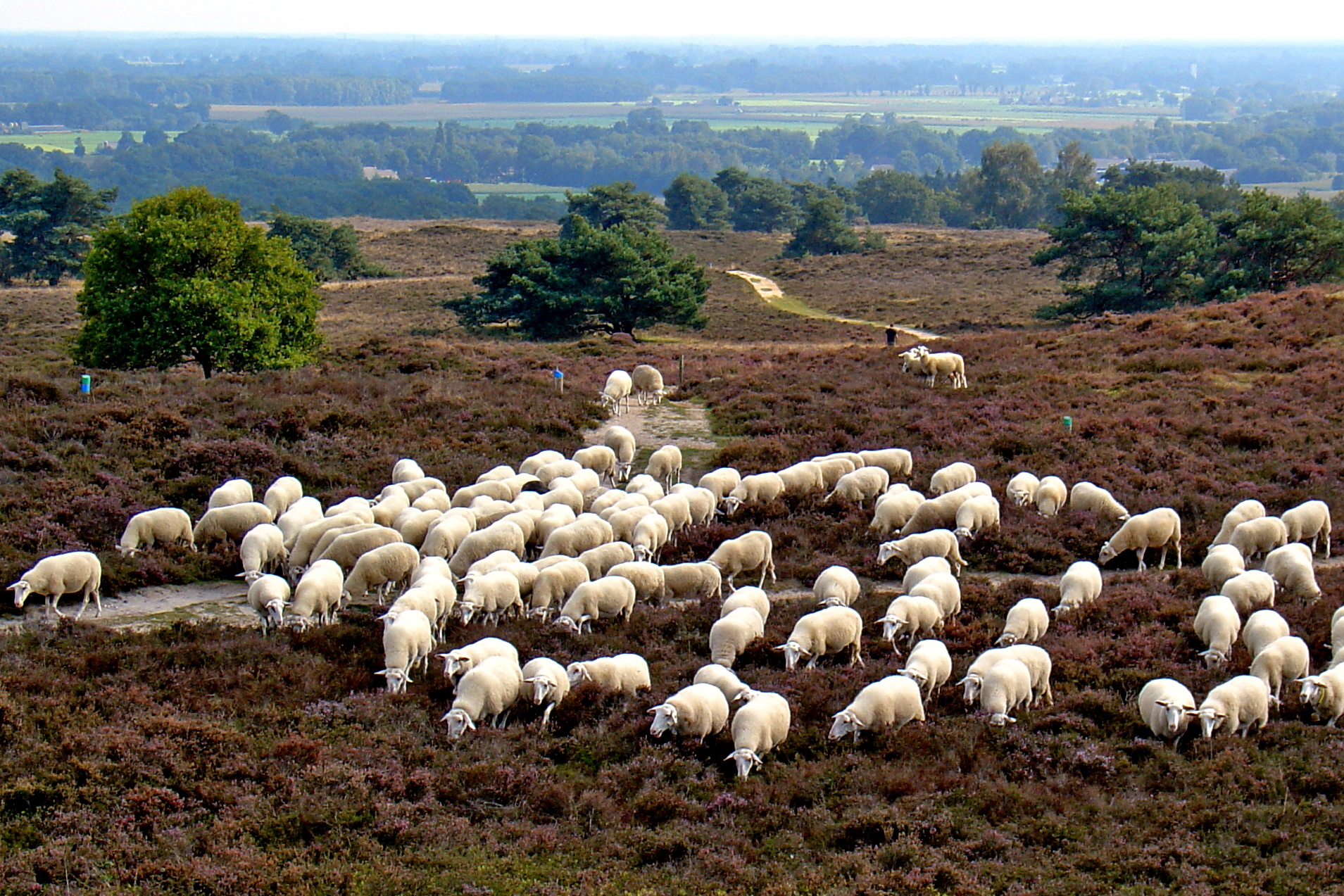
Las ovejas son animales con un instinto marcadamente gregario y gran parte de su comportamiento se puede entender sobre la base de esta tendencia.

Los ganaderos aprovechan su instinto gregario para mantenerlas agrupadas en zonas de pasto no delimitadas y para trasladarlas fácilmente; para esto último también pueden usar perros pastores especialmente entrenados, muy útiles para el desplazamiento de rebaños. Por lo general el comportamiento de rebaño solo se muestra en grupos de cuatro individuos o más, y puede que no reaccionen como se espera cuando son pocas o están solas. Al ser una especie presa, su principal mecanismo de defensa es huir del peligro cuando se acerca un depredador. Una oveja acorralada puede intentar embestir o amenazar con las pezuñas adoptando una postura agresiva, especialmente en el caso de ovejas con corderos recién nacidos. En las regiones donde las ovejas no tienen depredadores naturales, las razas autóctonas no exhiben un marcado comportamiento de rebaño.
Las ovejas establecen una jerarquía de dominancia en el rebaño mediante lucha, amenazas y competencia. Los animales dominantes tienden a ser más agresivos con las demás ovejas, y por lo general se alimentan primero en los comederos. Sobre todo entre los carneros, el tamaño de los cuernos es un factor influyente en la jerarquía del rebaño; los carneros con cuernos de diferente tamaño muestran una menor tendencia a luchar para establecer el orden dominante, mientras que los de cuernos de tamaño similar suelen ser más propensos al enfrentamiento.

### Inteligencia y capacidad de aprendizaje
Los ovinos son considerados tradicionalmente como animales simples y poco inteligentes. Su comportamiento gregario y su tendencia a huir y al pánico ante un elemento que perciben como amenaza hacen que el pastoreo sea una tarea difícil para los inexpertos. A pesar de estos prejuicios , un estudio realizado por la Universidad de Illinois reveló que su cociente intelectual se encuentra solo un poco por debajo del de los cerdos e igualado con el de las vacas.
Pueden distinguir entre las diferentes expresiones de personas y de otras ovejas detectando cambios en los rostros y recordar acontecimientos e imágenes durante un período de hasta dos años, y pueden diferenciar estados emocionales a través de sus características faciales. También pueden recordar y revivir una situación traumática durante mucho tiempo. Si se trabaja con paciencia, las ovejas pueden aprender a reconocer sus nombres, y muchas están capacitadas para ser dirigidas con un cabestro en concursos y otros fines. Las ovejas también han respondido bien al clicker training (sistema de entrenamiento por condicionamiento instrumental mediante reforzamiento positivo).

### Comunicación
Entre los sonidos emitidos por las ovejas domésticas se encuentran el balido, gruñidos, ronquidos y resoplidos. El balido lo utiliza básicamente para la comunicación de contacto, especialmente entre la madre y sus corderos, pero a veces también entre otros miembros del rebaño. Los balidos de cada individuo son distintivos, lo que permite a la oveja y sus corderos reconocer las vocalizaciones de las demás. La comunicación vocal entre los corderos y sus madres disminuye en gran medida varias semanas después del parto. Aparte de la comunicación de contacto, el balido puede ser una señal de angustia, frustración o impaciencia; sin embargo, generalmente permanecen en silencio cuando sienten dolor. También balan cuando se encuentran aisladas. Las ovejas preñadas pueden gruñir durante el parto. Los carneros emiten ronquidos durante el cortejo, y en ocasiones las hembras emiten unos sonidos algo similares, sobre todo cuando están con sus corderos recién nacidos. Un resoplido (exhalación explosiva a través de las fosas nasales) puede ser señal de agresión o una advertencia, y es emitido a menudo como muestra de sorpresa.
La vista es una parte vital de la comunicación entre ovejas y durante el pastoreo mantienen el contacto visual entre sí levantando la cabeza para comprobar la posición de las demás en el rebaño.
El carnero usa su órgano vomeronasal para detectar las feromonas de las hembras y percibir cuando están en período de estro, y las hembras para el reconocimiento de sus corderos recién nacidos.

## Reproducción

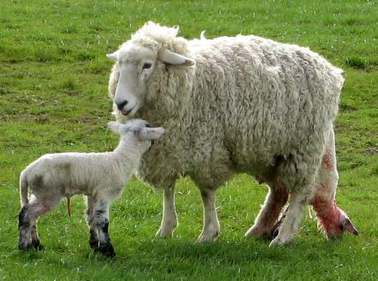
Oveja pariendo su segundo cordero.

Las ovejas siguen una estrategia reproductiva similar a otros animales gregarios. Un rebaño de hembras generalmente es fecundado por un único macho que ha sido seleccionado por un ganadero o que haya establecido su posición dominante por medio de combate con otros carneros (en poblaciones asilvestradas). La mayoría de las ovejas son reproductoras estacionales, aunque algunas pueden reproducirse durante todo el año. Las hembras generalmente alcanzan la madurez sexual entre los seis y los ocho meses de edad y los machos entre los cuatro y los seis, aunque algunas razas, como la finnsheep, pueden llegar a la pubertad a los 3 o 4 meses y las merinas a los 18 o 20 meses. Las hembras tienen ciclos de estro aproximadamente cada diecisiete días, durante el cual emiten un olor e indican a los machos que están receptivas mediante demostraciones físicas. Una minoría de carneros puede mostrar preferencias homosexuales (una media del 8 %) y un pequeño número hembras pueden sufrir el síndrome Freemartin y ser conductualmente masculinas.
Sin la intervención humana, los machos pueden luchar durante el estro para determinar qué individuos pueden aparearse con las hembras. Los carneros, especialmente los que no se conocen, también lucharán fuera del período de celo para establecer su dominio; los machos pueden llegar a matarse unos a otros si se les permite mezclarse libremente. Durante el estro incluso los carneros normalmente amistosos pueden llegar a volverse agresivos hacia los seres humanos a causa del aumento de sus niveles hormonales.
Después del apareamiento, las hembras tienen un período de gestación de unos cinco meses, y un parto normal dura de una a tres horas. Aunque algunas razas pueden parir regularmente camadas numerosas, la mayoría tienen uno o dos corderos. Durante o poco después del parto las madres y sus corderos pueden ser confinados en una paridera, un compartimento cerrado diseñado para permitir la observación atenta de las madres y para reforzar el vínculo entre ellas y sus corderos.

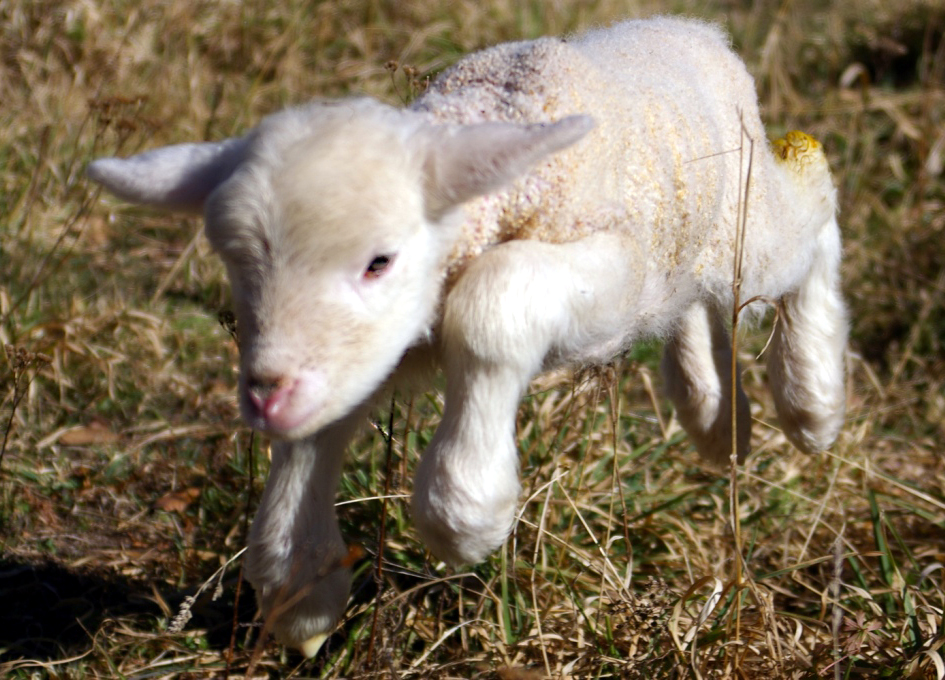
Primeros pasos de un cordero.

La obstetricia ovina puede ser problemática. Al criar selectivamente hembras que producen descendencia múltiple y con mayor peso al nacer durante generaciones, los ganaderos han provocado que algunas ovejas tengan dificultades para parir; encontrar el equilibrio entre una alta productividad y la facilidad para el parto es uno de los dilemas de la cría de ovejas. En el caso de este tipo de dificultades durante el parto, los ganaderos pueden ayudar a la oveja mediante la extracción o el reposicionamiento de los corderos. Después del nacimiento, las hembras rompen el saco amniótico (si no se rompió ya durante el parto) y comienzan a lamer al cordero para limpiarlo. La mayoría de los corderos empezarán a ponerse de pie una hora después del nacimiento, momento en el que, en situaciones normales, comenzarán a mamar, recibiendo el vital calostro. Los corderos que o bien no consiguen mamar o que son rechazados por la madre necesitarán ayuda para vivir, bien a través de la alimentación con biberón o de acogimiento por otra oveja.
Cuando los corderos tienen varias semanas de edad se lleva a cabo el proceso de etiquetado en las orejas, descole y de castración; a esta edad también se suele proceder a la vacunación. El marcaje o la colocación de etiquetas numeradas en las orejas, o la colocación de un identificador electrónico se realiza para facilitar la posterior identificación del animal. El descole se realiza para evitar la acumulación de suciedad en la zona anal, que se causen golpes en los testículos o en las ubres y para facilitar la monta. La castración se realiza en corderos no destinados a la reproducción y debe considerarse cuidadosamente si es necesaria en cada rebaño en particular, aunque algunos ganaderos optan por evitar el procedimiento por razones éticas, prácticas o económicas. Los carneros que deben ser sacrificados o separados de las hembras antes de llegar a la madurez sexual no suelen ser castrados. El descole y la castración se realizan comúnmente después de 24 horas del nacimiento, para evitar la interferencia con la vinculación materna y el consumo de calostro, y generalmente antes de una semana, para minimizar el dolor, el estrés, el tiempo de recuperación y las complicaciones. Se han manifestado objeciones a estos procedimientos por parte de grupos de defensa de los animales, pero los ganaderos los defienden arguyendo que solucionan muchos problemas prácticos y veterinarios y que sólo infligen un dolor temporal. El primer ciclo de vacunación (generalmente anticlostridial) se administra generalmente a las 10 o 12 semanas, cuando se espera que la concentración de anticuerpos maternos adquiridos de forma pasiva a través del calostro ha caído lo suficiente como para permitir el desarrollo de su inmunidad activa. Se suelen revacunar anualmente alrededor de tres semanas antes del parto, para proporcionarles altas concentraciones de anticuerpos en el calostro durante las primeras horas después del parto.

## Salud

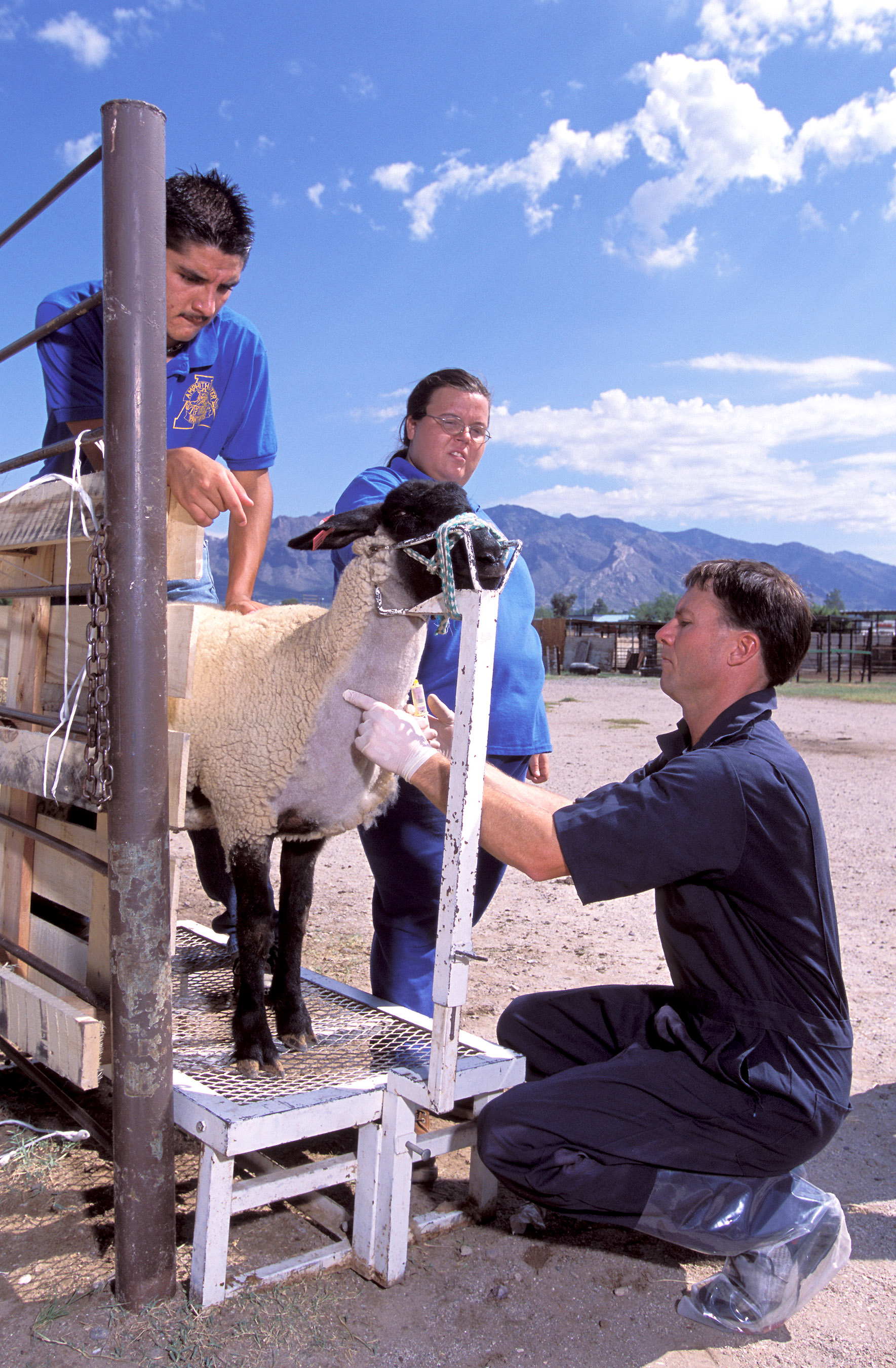
Veterinario extrayendo sangre a una oveja para una prueba de resistencia a la tembladera.

Las ovejas pueden ser víctimas de venenos, enfermedades infecciosas y lesiones físicas. Como especie presa, su naturaleza está adaptada para ocultar signos obvios de enfermedad, para evitar ser blanco de los depredadores. Aun así, algunos signos de mala salud son evidentes; la ovejas enfermas comen poco, balan en exceso y por lo general se muestran apáticas. A lo largo de la historia, gran parte del dinero y el trabajo invertidos en la cría de ovejas se ha dirigido a prevenir las dolencias ovinas. Históricamente, los pastores a menudo creaban remedios mediante la experimentación en sus granjas. En países como Estados Unidos, las ovejas no tienen la suficiente importancia económica para las compañías farmacéuticas como para llevar a cabo los costosos ensayos clínicos necesarios para obtener solo un número relativamente limitado de medicamentos para uso ovino. En estos casos los ganaderos recurren al uso de medicamentos aprobados para otros animales, aunque su uso está restringido en algunas jurisdicciones y sujeto a ciertas restricciones. En los últimos tiempos una minoría de propietarios de ovejas han empezado a recurrir a tratamientos alternativos como la homeopatía, la fitoterapia e incluso la medicina china tradicional para tratar los problemas veterinarios ovinos; a pesar de algunas pruebas anecdóticas favorables, la eficacia de la medicina veterinaria alternativa ha sido recibida con escepticismo por las revistas científicas. La necesidad de antibióticos y medicamentos antiparasitarios tradicionales está muy extendida y es el principal obstáculo para la ganadería ecológica ovina certificada.
Muchos criadores toman una serie de medidas preventivas para evitar problemas de salud. La primera es asegurarse de que todas las ovejas están sanas cuando se compran. Otras dos medidas preventivas fundamentales son el mantenimiento de una buena alimentación y la reducción del estrés en las ovejas. La reclusión, el aislamiento, los ruidos fuertes, las situaciones nuevas, el dolor, el calor, el frío extremo, la fatiga y otros factores de estrés puede causar un debilitamiento del sistema inmunitario, o la producción de cortisol en cantidades que pueden indicar problemas de salud. La fiebre de embarque (mannheimiosis neumónica, antes denominada pasteurelosis) es una enfermedad especialmente preocupante, que puede ocurrir como resultado del estrés, en particular durante su transporte o manipulación. El dolor, el miedo y otros factores de estrés pueden causar la secreción de adrenalina, que si se produce en cantidades significativas en los últimos días antes del sacrificio puede afectar negativamente a la calidad de la carne al provocar glucogenólisis lo que elimina el sustrato para la acidificación normal de la carne tras el sacrificio, con lo que la carne se vuelve más susceptibles a la colonización por bacterias de la putrefacción. Por todos estos problemas, un cuidadoso control del estrés es esencial en el manejo de las ovejas.
Otro cuidado importante es la prevención de la intoxicación. Los venenos más comunes a los que pueden estar expuestas son los pesticidas en aerosol, los fertilizantes inorgánicos, los aceites de los motores de la maquinaria agrícola o el refrigerante de los radiadores, que les resulta dulce y atractivo a las ovejas, pero que contiene etilenglicol.

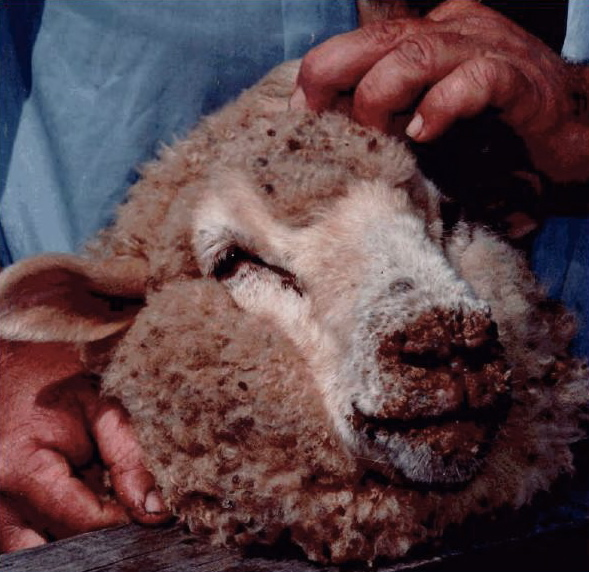
Oveja infectada de boquera, una enfermedad transmisible a los humanos a través del contacto directo o por materiales infectados.

Una forma habitual de medicación preventiva para las ovejas son las vacunas y los tratamientos antiparasitarios. Los agentes biológicos son probablemente el problema de salud más frecuente del ganado ovino y, dentro de estos, los más habituales son los parásitos, tanto externos como internos, que, o bien son mortales, o reducen la productividad de los rebaños. Los gusanos son los parásitos internos más frecuentes; las ovejas los ingieren durante el pastoreo, se incuban dentro de la res y posteriormente son expulsados a través del sistema digestivo, comenzando un nuevo ciclo. Para su tratamiento se le suministran a los animales infectados medicamentos antiparasitarios orales, en ocasiones tras contar el número de huevos de gusanos en las heces de la oveja para evaluar el nivel de infestación. Posteriormente se las puede trasladar a un nuevo pasto para evitar la ingestión de los mismos parásitos. Entre los externos (ectoparásitos) se incluyen los piojos (en diferentes partes del cuerpo), dípteros melófagos conocidos como garrapatas de la oveja, Gasterophilus haemorrhoidalis, Psorergates ovis y larvas de braquíceros. Los hipobóscidos son parásitos chupadores de sangre que causan desnutrición general y disminución de la productividad, aunque no son mortales. Entre los braquíceros están las moscas de la familia Oestridae y Calliphoridae, cuyas larvas causan una enfermedad extremadamente destructiva denominada miasis. Las moscas ponen sus huevos en heridas o lana mojada y sucia de estiércol; cuando las larvas eclosionan penetran en la carne de la oveja, causándole la muerte si no se trata la enfermedad. las larvas de G. haemorrhoidalis se les introducen en los senos paranasales, causándoles molestias y dificultades respiratorias; sus síntomas comunes son secreciones del conducto nasal, estornudos y movimientos frenéticos de la cabeza. Los parásitos externos pueden ser controlados aplicando medicamentos a la espalda de las ovejas recién esquiladas, mediante pulverizadores o por inmersión en una fórmula antiparasitaria.
También se ven afectadas por una amplia gama de enfermedades bacterianas y virales. Las enfermedades de las pezuñas, como la pododermatitis o la escaldadura podal son tratados con bálsamos, pediluvios y otros remedios. Estas dolorosas enfermedades causan cojera y dificultades en la alimentación. La paratuberculosis ovina es una infección bacteriana del tracto intestinal, crónica y contagiosa, que afecta a las ovejas jóvenes. La lengua azul es una enfermedad transmitida por dípteros hematófagos, particularmente del género Culicoides, que causa fiebre e inflamación de las membranas mucosas. El virus de la peste de pequeños rumiantes es una enfermedad viral altamente contagiosa y a menudo mortal que provoca fiebre, diarrea, neumonía y úlceras en la boca.
Algunas enfermedades ovinas pueden transmitirse a los seres humanos. El ectima contagioso o boquera es una enfermedad de la piel que provoca llagas y costras en la boca, se transmite a través del contacto directo con la piel o por materiales infectados. El carbunco o ántrax cutáneo puede transmitirse a través del contacto con lana sin lavar de animales infectados. Un caso preocupante es el de los organismos que pueden causar el aborto enzoótico o clamidosis ovina y que puede transmitirse fácilmente a mujeres embarazadas. Otro motivo de preocupación son la tembladera o scrapie (enfermedad priónica neurodegenerativa) y el virus que causa la glosopeda o fiebre aftosa del ganado, ya que ambas pueden diezmar rebaños enteros, aunque esta última representa un riesgo leve a los seres humanos. Durante el brote de fiebre aftosa de 2001 en el Reino Unido, millones de reses de ganado ovino, bovino y porcino fueron sacrificadas, con un coste de unos 30 000 millones de libras.

### Depredadores

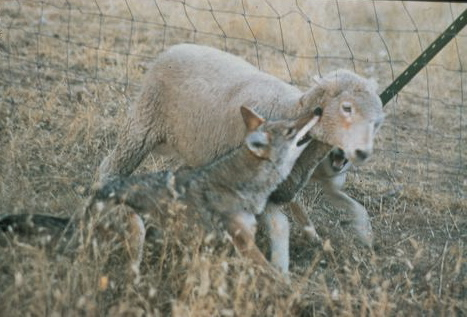
Cordero atacado por coyotes.

Además de los parásitos y las enfermedades, los depredadores son una amenaza para las ovejas y para la rentabilidad de la ganadería ovina. Las ovejas tienen poca capacidad para defenderse a sí mismas en comparación con otras especies criadas como ganado. Incluso en el caso de sobrevivir a un ataque, pueden morir a causa de sus lesiones, o simplemente de pánico. El impacto de la depredación varía de forma significativa dependiendo de la región. En África, Australia, América y partes de Europa y Asia los depredadores son un problema grave. En los Estados Unidos, por ejemplo, más de un tercio de las muertes de ovejas fueron causadas por depredadores. Por el contrario, otras naciones están prácticamente libres de depredadores de las ovejas, en particular las islas conocidas por su extendida ganadería ovina. En todo el mundo los cánidos (incluido el perro doméstico) son responsables de la mayoría de las muertes de ovejas. Entre otros animales que se alimentan puntualmente de ovinos están los felinos, osos y aves rapaces y cerdos salvajes.
Los ganaderos han utilizado una gran variedad de medidas para combatir la depredación a lo largo del tiempo. Los pastores antiguos y medievales lo hacían mediante su propia presencia, perros pastores y estructuras de protección, como vallas y establos. Las vallas (tanto normales como eléctricas), el encierro en recintos por la noche y el parto y primeros cuidados en interiores continúan siendo ampliamente utilizados. Los pastores de mediados del siglo XX utilizaban armas de fuego, trampas y venenos para matar a los depredadores, causando disminuciones significativas en las poblaciones de depredadores. Con la aparición de los movimientos ecologistas y de conservación, actualmente en los países más desarrollados el uso de estos métodos suele ser responsabilidad de organismos gubernamentales designados especialmente para esta labor.
La década de los años 1970 vio un resurgimiento del uso de perros pastores y el desarrollo de nuevos métodos de control de predadores por parte de los productores de ganado ovino, muchos de ellos no letales. Burros y lámidos de vigilancia se han utilizado desde la década de 1980 para defender las ovejas, siguiendo el mismo principio básico de los perros pastores. El pastoreo junto con otras especies, por lo general con ganado mayor como vacas o caballos, puede contribuir a disuadir a los depredadores, incluso si esas especies no protegen activamente a las ovejas. Además de los animales guardianes, la ganadería ovina actual puede utilizar elementos de disuasión no letales para los depredadores, como luces activadas por movimiento o alarmas ruidosas.

## Importancia económica
Las ovejas son una parte importante de la economía agrícola mundial, aunque su estatus, antiguamente fundamental, ha sido reemplazado en gran medida por otras especies de ganado, especialmente el cerdo, el pollo y la vaca. En 2014 China, Australia, India e Irán tenían los mayores rebaños a nivel mundial, atendiendo tanto las necesidades locales como de exportación de lana y corderos. Otros países como Nueva Zelanda tienen rebaños más pequeños, pero conservan un gran impacto económico internacional debido a su exportación de productos ovinos. Las ovejas también juegan un papel importante en muchas economías locales, como nichos de mercado centrados en la agricultura ecológica o sostenible y la producción orientada a clientes que demandan alimentos locales. Sobre todo en los países en vías de desarrollo, estos rebaños pueden ser parte de una agricultura de subsistencia en lugar de un sistema de comercio. También pueden ser un medio de comercio en economías de trueque.

La cantidad de lana suministrada por los ganaderos australianos a los distribuidores (toneladas/trimestre) viene decayendo desde 1990.

Las ovejas domésticas proporcionan una gran variedad de materias primas. La lana fue uno de los primeros productos textiles, aunque a finales del siglo XX los precios comenzaron a caer drásticamente como resultado de la popularidad y los bajos precios de las fibras sintéticas. Para muchos ganaderos el coste de la esquila es superior que el del posible beneficio del vellón, por lo que la subsistencia en el negocio de la producción de lana resulta prácticamente imposible sin los subsidios agrícolas. Además de la industria textil, la lana también se utiliza como material en la fabricación de productos alternativos para el aislamiento. En el siglo XXI la venta de productos cárnicos es el sector empresarial más rentable de la industria ovina, aunque se consume mucha menos que la de pollo, cerdo o ternera.
La zalea se utiliza para la fabricación de ropa, calzado, alfombras y otros productos. Los derivados del sacrificio también tienen valor: el sebo puede utilizarse para la fabricación de velas o jabón y sus huesos y cartílagos se han utilizado para fabricar artículos tallados como dados y botones, así como pegamento o gelatina; los intestinos de las ovejas adultas se pueden utilizar en las envolturas de embutidos, y los de los corderos como suturas quirúrgicas o como cuerdas para instrumentos musicales y raquetas de tenis. Sus excrementos se pueden vender como fertilizantes naturales, y por su alto contenido en celulosa, esterilizados y mezclados con la pasta tradicional, se pueden utilizar en la fabricación de papel. De todos los subproductos de la producción de ovejas, tal vez el más valioso es la lanolina, una sustancia grasa resistente al agua que se encuentra de forma natural en la lana y que se utiliza como base para gran número de cosméticos y otros productos.
Algunos ganaderos también sacan beneficio del ganado ovino vivo. El suministro de corderos para organizaciones juveniles como el 4-H o las competiciones en las exposiciones y ferias ganaderas suelen ser un medio fiable para la venta de ovejas. Los ganaderos también puede optar por centrarse en la cría de una determinada raza de ovejas con el fin de vender animales puros registrados, o proporcionar un servicio de alquiler de carneros para la cría. La cría de animales selectos puede llegar a ser muy rentable: en 2009 se vendió un carnero texel de pura raza por 231 000 libras, y en 2014 otro ejemplar de la misma raza por 152 000 libras. Otra opción para obtener rentabilidad de los ovinos vivos es el alquiler de rebaños para pastar como «servicio de cortacésped»; estos servicios sirven para mantener a raya malas hierbas y vegetación no deseada y para disminuir el peligro de incendios.
A pesar de la caída de la demanda y el precio de los productos ovinos en muchos mercados, las ovejas tienen ventajas económicas en comparación con otros tipos de ganado. No requieren las costosas infraestructuras utilizadas para encerrar al ganado que se utilizan en la agricultura intensiva de pollos o cerdos. Es una ganadería que hace un uso eficiente de la tierra; unas seis ovejas pueden mantenerse utilizando la misma superficie de terreno que necesitaría una sola vaca o caballo. Comen muchos tipos de plantas indeseadas, como algunas malas hierbas nocivas, que la mayoría de ganado no toca y producen más crías y a un ritmo más rápido. Además, a diferencia de la mayoría de las especies de ganado, el coste de la cría de ovejas no está necesariamente ligado al precio de los cultivos forrajeros como los cereales, la soja o el maíz. Junto con el menor coste de las ovejas de calidad, todos estos factores se combinan para suponer unos menores gastos generales para los productores de ganado ovino, lo que implica un mayor potencial de rentabilidad para el pequeño ganadero. Las ovejas son especialmente beneficiosas para los productores independientes, como las granjas familiares con recursos limitados, pues la industria ovina es uno de los pocos tipos de ganadería que no ha sido integrada verticalmente por la agroindustria.

## Alimentos de origen ovino
La carne y la leche de las ovejas fueron uno de los primeros alimentos ricos en proteínas consumidos por la civilización humana después de la transición de una sociedad basada en la caza y la recolección a una agrícola.
A principios el siglo XXI los mayores consumidores de carne de oveja eran los Estados Árabes del Golfo Pérsico, Nueva Zelanda, Australia, Grecia, Uruguay, Reino Unido e Irlanda, con un consumo de entre tres y dieciocho kg por habitante y año. La carne de ovino también es popular en Francia, África (especialmente en el Magreb), el Caribe, el resto del Oriente Medio, India y partes de China. Este consumo refleja a menudo un pasado como productores ovinos. En cambio, países como Estados Unidos consumen menos de medio kg de carne ovina por año, mientras que consumen unos veintidós de cerdo y veintinueve de vacuno, y preferiblemente de los cortes más caros, como las chuletas o el muslo. Por el contrario, en algunos países la gastronomía que utiliza cortes cárnicos alternativos y casquería constituyen platos populares o tradicionales. Las criadillas de oveja son consideradas un manjar en muchas partes del mundo, y el tradicional haggis escocés se elabora a base de vísceras de oveja junto con harina de avena y cebolla picada, todo ello embutido en una bolsa hecha con el propio estómago del animal.

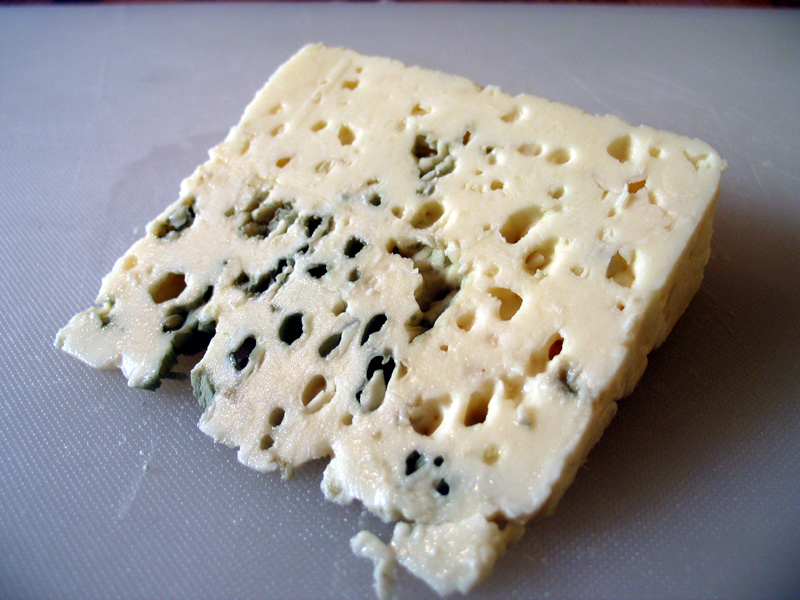
El roquefort es un queso producido con leche de oveja.

Aunque la leche de oveja todavía se consume fresca en algunos países, hoy en día se utiliza sobre todo en la producción de queso y, en menor medida, yogur. Aunque las ubres de las ovejas tienen generalmente sólo dos pezones, y producen un volumen de leche mucho menor que el de las vacas, como la de oveja contiene mucha más grasa, sólidos y minerales, es ideal para la elaboración de queso. Otra ventaja es que es resistente a la contaminación durante el enfriamiento debido a su mayor contenido de calcio. Entre los quesos elaborados a base de leche de oveja están el feta de Bulgaria y Grecia, el roquefort de Francia, el manchego de España o el pecorino romano, el requesón de Italia o el Idiazábal en el País Vasco. Los yogures, especialmente algunas variedades de labneh, también se pueden producir a partir de leche de oveja. Muchos de estos productos a menudo se elaboran con leche de vaca, especialmente cuando se producen fuera de su país de origen. La leche de oveja contiene un 4,8 % de lactosa, por lo que puede afectar a las personas que sufren intolerancia a este disacárido.

## En la ciencia

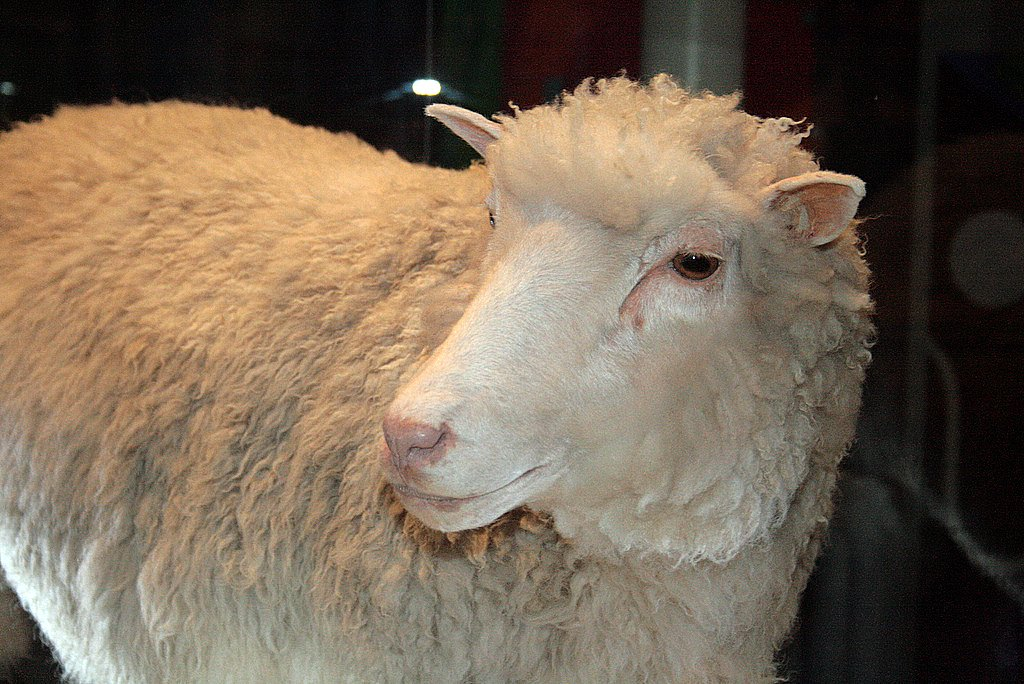
La oveja Dolly fue el primer mamífero clonado a partir de una célula somática adulta.

Por lo general las ovejas son demasiado grandes y se reproducen muy lentamente como para ser sujetos ideales en el ámbito de la investigación, por lo que no suelen ser utilizados como organismo modelo. Sin embargo han jugado un papel clave en algunos campos de la ciencia, como el desarrollado por el Instituto Roslin de Edimburgo (Escocia) cuando utilizó ovejas para una investigación genética que tuvo unos resultados revolucionarios. Así, en 1995, dos ovejas llamadas Megan y Morag fueron los primeros mamíferos clonados a partir de células diferenciadas. Un año más tarde, una dorset finlandesa llamada Dolly, que la revista Scientific American calificó como «la oveja más famosa del mundo», fue el primer mamífero clonado a partir de una célula somática adulta. Posteriormente Polly y Molly fueron los primeros mamíferos en ser a la vez clónicos y transgénicos.
En 1998 se publicó un mapa de ligamientos genéticos ovino, y en 2014 se publicó la secuenciación del genoma de las ovejas. En 2012 una oveja transgénica llamada Peng Peng fue clonada por científicos chinos partiendo del gen de C. elegans (un nematodo muy utilizado en la investigación biomédica) con el fin de aumentar en las ovejas la producción de grasas saludables para el consumo humano.
En el estudio de la selección natural, se ha utilizado la población de ovejas de Soay que quedaban en el archipiélago de San Kilda para investigar la relación entre el tamaño corporal y el color para el éxito reproductivo. Las ovejas de Soay pueden ser de varios colores y la investigación trataba de explicar por qué las más grandes y oscuras estaban en declive ya que este hecho contradecía la regla general de que los miembros más grandes de una población tienden a tener más éxito en la reproducción. Las soays de San Kilda son sujetos de estudio especialmente útiles porque están aisladas.
En ciencias de la conducta las ovejas se han utilizado en casos aislados en estudios sobre reconocimiento facial, ya que su proceso mental de reconocimiento es cualitativamente similar al de los seres humanos. Las ovejas son uno de los pocos animales en los que se ha examinado la posible base molecular de la diversidad en las preferencias sexuales de los machos. Este trabajo, llevado a cabo por la Oregon Health & Science University, que estudiaba los mecanismos que producen la homosexualidad en los carneros, fue criticado por organizaciones como People for the Ethical Treatment of Animals (PETA) que acusó a los científicos de intentar curar la homosexualidad en las ovejas, hecho que la universidad y los propios científicos negaron rotundamente.
En ocasiones también se utilizan ovejas en la investigación médica, especialmente para la investigación de la fisiología cardiovascular, en áreas como la hipertensión arterial o la insuficiencia cardíaca. Las ovejas preñadas también son un modelo útil para el estudio de la gestación humana, y se han utilizado para investigar los efectos de la malnutrición y la hipoxia en el desarrollo fetal.

## En la cultura y la religión
Las ovejas han tenido una fuerte presencia en la cultura de muchos países, especialmente en las zonas donde constituyen el tipo más común de ganado. En la literatura, especialmente en las fábulas, son las representantes típicas de la bondad, mansedumbre y las pocas luces, en contraposición con el lobo o el zorro, que generalmente representan la maldad o la astucia, o se utiliza su carácter gregario como representación de la falta de autonomía y dependencia de un grupo, como en Rebelión en la granja, de George Orwell. También en la música aparecen con el mismo rol, como en «Sheep», tema de la banda británica de rock progresivo Pink Floyd, donde representan a la gente común y corriente, que debe seguir al pie de la letra las indicaciones de sus superiores.

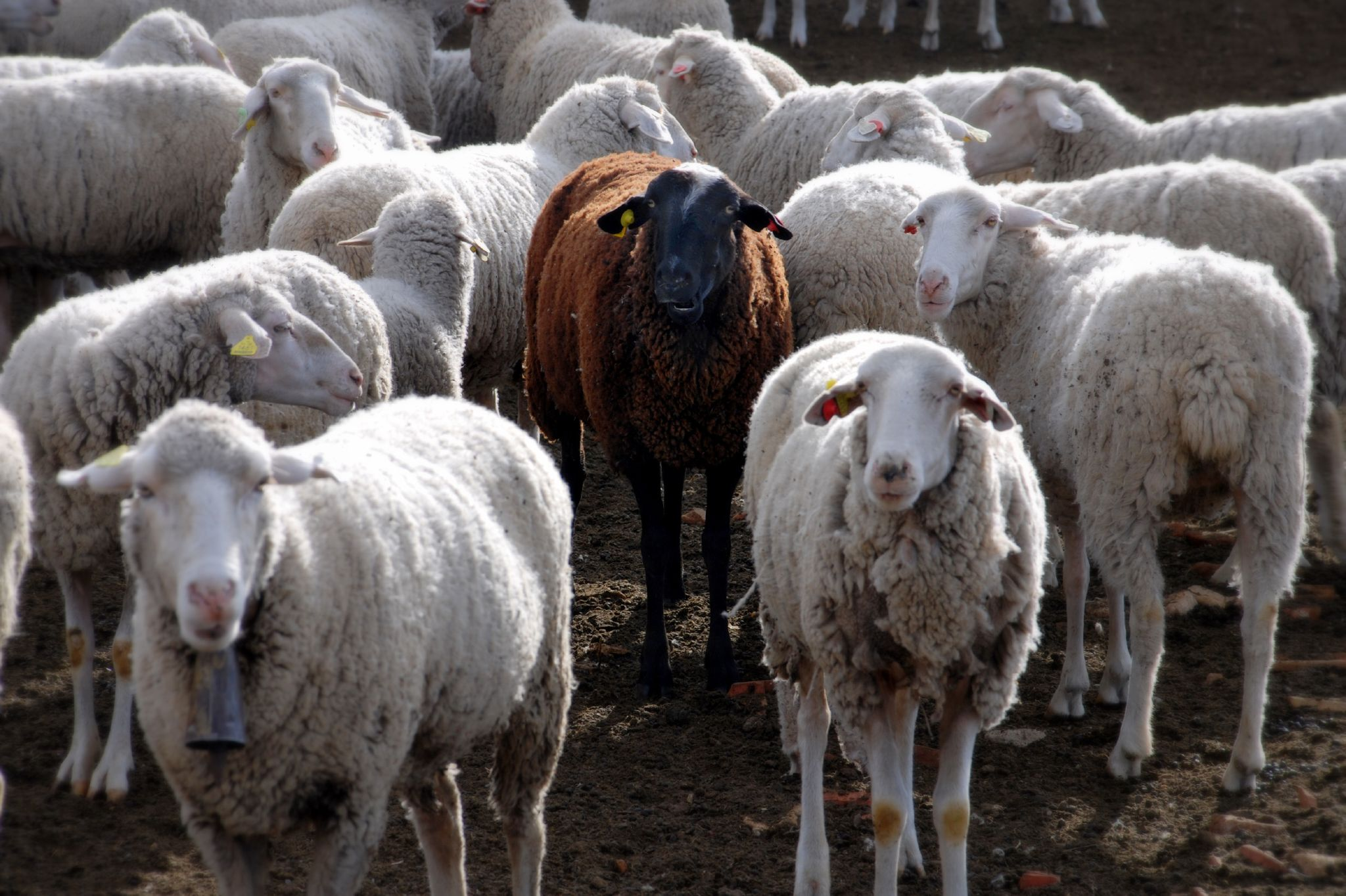
La expresión «oveja negra» se utiliza para referirse a un individuo que difiere y tiene mala reputación dentro de un grupo, especialmente en la familia.

El idioma español ha incorporado numerosas expresiones de uso común originadas en estos animales, también a menudo relacionadas con la debilidad, sumisión o docilidad que suele atribuírseles. En algunos países hispanoamericanos «carnero» es sinónimo de esquirol y en otros se utiliza para referirse a una persona que no tiene voluntad ni iniciativa propias, y se conoce como «borrego» a una persona sencilla o ignorante o que se somete dócilmente a la voluntad ajena o a los ciudadanos que aceptan sin rebelarse los gobiernos autoritarios. La expresión «lobo con piel de cordero» o «lobo con piel de oveja», presente en varios idiomas, alude a la hipocresía o la falsedad de una persona que se disfraza de débil o inocente para conseguir sus fines, por lo general moralmente reprobables. Para indicar que cada uno debe relacionarse o casarse con los de su categoría o con quienes tengan gustos parecidos se utiliza el refrán «cada oveja con su pareja». Las ovejas suelen aparecer en canciones infantiles y nanas y, aunque hay estudios científicos que lo descartan, coloquialmente se suele decir que «contar ovejas» ayuda a dormir y se utiliza a menudo en tiras cómicas, dibujos animados y otros medios de comunicación. La expresión «oveja negra» se utiliza para referirse a un individuo que difiere de los demás y que tiene mala reputación dentro de un grupo, especialmente en el ámbito familiar; este uso deriva de la presencia indeseable para los pastores de una oveja negra en un rebaño blanco, ya que su lana no es tan viable comercialmente. Otra expresión incorporada de la ganadería ovina es «mezclar churras con merinas», para indicar que no deben mezclarse cosas que, aunque parezcan iguales, son distintas; su origen proviene de las churras y las merinas, dos razas de oveja que, aunque similares en aspecto, las primeras son buenas por su carne y las segundas por su lana, por lo que no deben cruzarse.

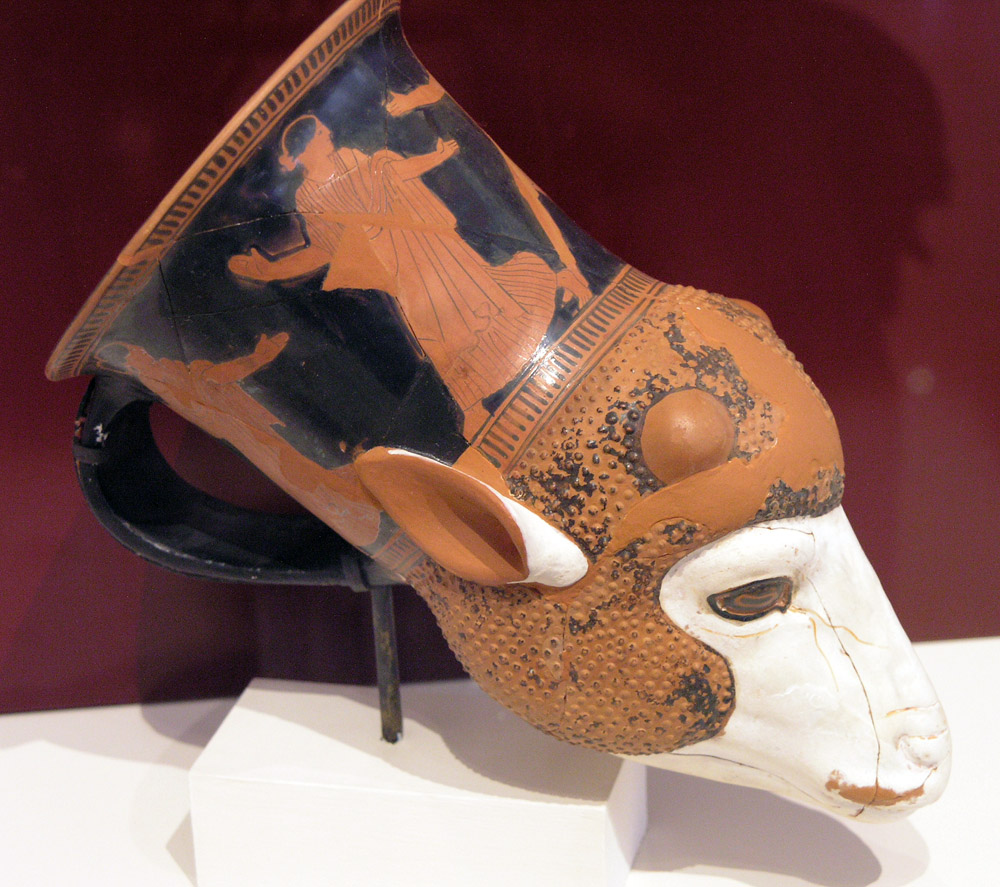
Ritón de cerámica griega de figuras rojas con forma de cabeza de oveja (ca. 460-450 a. C.).

El simbolismo y los rituales religiosos con ovejas surgieron ya con algunas de las primeras tradiciones, mitologías y religiones en el Antiguo Oriente Próximo, Oriente Medio y el área mediterránea. Los cráneos de carneros (y de toros) ocupaban un lugar central en los santuarios del asentamiento de Çatalhöyük en el 8000 a. C. En la religión del Antiguo Egipto el carnero era el símbolo de varios dioses: Jnum, Herishef y Amón (en su encarnación como dios de la fertilidad). Otras deidades, como la diosa babilónica Ishtar, el dios fenicio Baal Hammon o el babilónico Ea-Oannes en ocasiones se representan con rasgos de carnero. En la mitología griega tenemos el mito del vellón de oro del carnero alado Crisómalo.
En astrología, Aries, el carnero, es el primer signo del zodiaco griego clásico, y la oveja es el octavo de los doce animales asociados con el ciclo de doce años del zodiaco chino, relacionado con el calendario chino. En Mongolia, los shagai son una antigua forma de dados hechos con los huesos astrágalos de las ovejas que a menudo se utilizan con fines de adivinación. En Madagascar no comían ovejas, ya que se creía que eran encarnaciones de las almas de los antepasados.

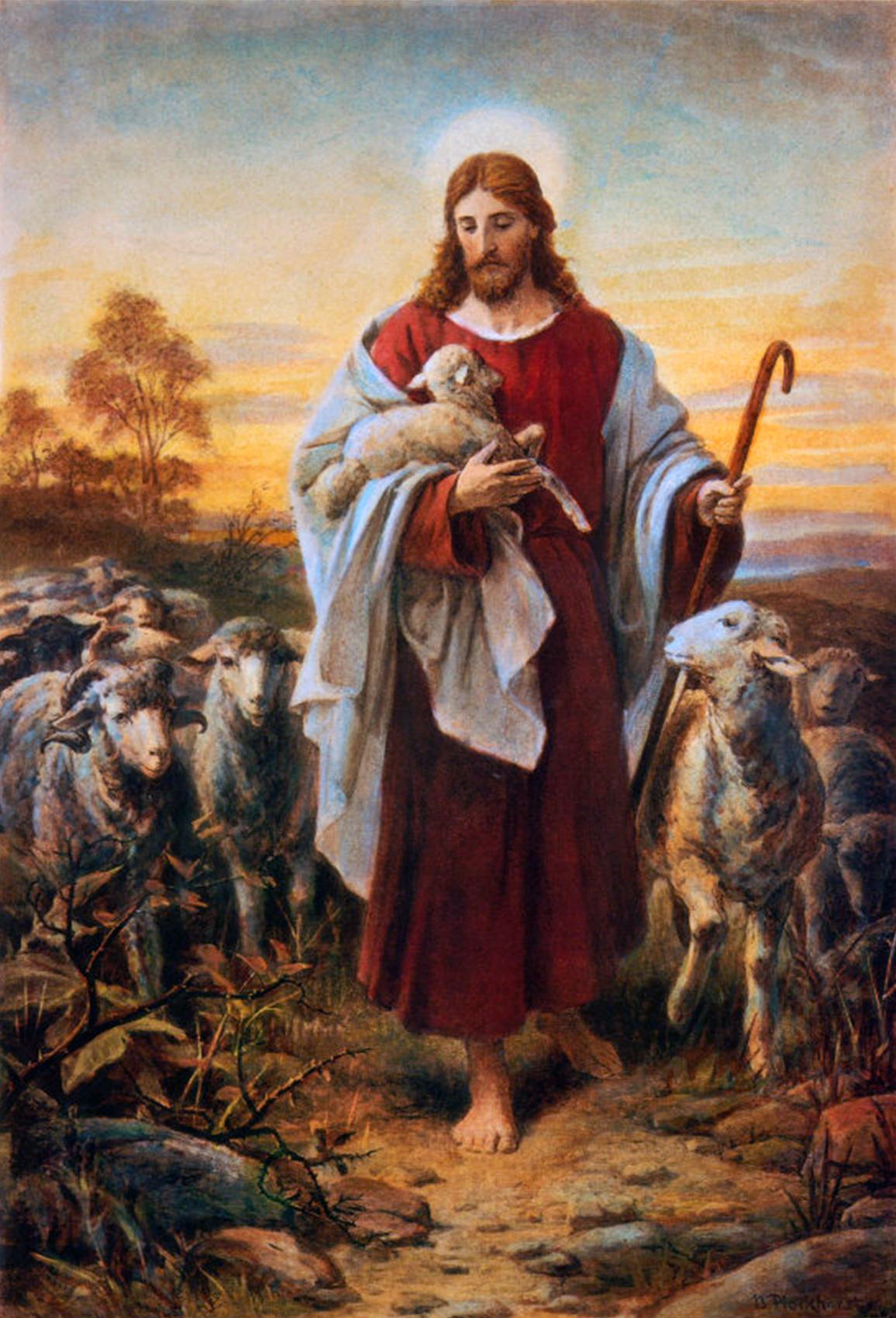
En la iconografía cristiana Jesús aparece representado como el Buen Pastor.

Las ovejas representan un papel importante en todas las religiones abrahámicas. Son los primeros animales mencionados en el Antiguo Testamento, y Abraham, Isaac, Jacob, Moisés, el rey David y el profeta Mahoma eran todos pastores. Según el relato bíblico del sacrificio de Isaac, un carnero es sacrificado como sustituto de Isaac después de que un ángel detuviera la mano de Abraham, hecho que se conmemora durante el Eid al-Adha, una de las fiestas más importantes del calendario musulmán. También se sacrifican ovejas en algunas conmemoraciones laicas de la cultura islámica. Los antiguos griegos y romanos también sacrificaban ovejas regularmente en prácticas religiosas y los israelitas también las sacrificaban como parte del Korban. Los símbolos ovinos, como el plato del Séder o el soplado ceremonial de un shofar todavía están presentes en las tradiciones judaicas modernas. En el cristianismo, los cristianos congregados suelen recibir el nombre de “rebaño”, con Jesucristo como el «Buen Pastor». Los corderos son un elemento de la iconografía cristiana del nacimiento de Jesús. Algunos santos cristianos son considerados patronos de las «ovejas» o los «pastores». Jesús también es representado como el cordero del sacrificio de Dios (Agnus Dei), y las celebraciones de la Pascua en Grecia y Rumanía tradicionalmente cuentan con una comida de cordero pascual. En la tradición cristiana, una autoridad de la Iglesia es conocida también como pastor.